# やのまん
株式会社やのまん（英称：YANOMAN CORPORATION）は、東京都台東区に本社を置くジグソーパズルやカードゲームなどの製造・開発・販売会社。かつてはテレビゲームソフト・ミニカーの制作・製造も行っていた。

## 会社概要
1954年1月、矢野満（やのみつる）が矢野満商店として創立。1959年12月法人設立。1968年に現社名に商号変更した。社名の由来は矢野満の子供の頃のニックネームから。
1974年、国内初となるジグソーパズル製造用機械を開発。それまで輸入品しかなかった国内のジグソーパズル市場に日本製のジグソーパズル第一弾を投入。日本人に親しみやすい「富士山」「金閣寺」「銀閣寺」「姫路城」「SL D-51（縦・横柄2種類）」などのジグソーパズルが大ヒットして、その後の国内ジグソーパズルブームのきっかけとなった。
1990年にテレビゲーム事業に参入し、アレサやフェーダなどを送り出したが、わずか7年で撤退した。なお、末期はソフトウェア事業部が設立され、「YANOMAN GAMES」ブランドを用いていた。
近年は水木しげる関連の商品を多数発売。妖怪フィギュアや、水木しげる関係本「YMブックス」やDVDなどを制作。また、2007年4月1日、鳥取県境港市の「水木しげる記念館」に隣接したプチ・テーマパーク、「ゲゲゲの妖怪楽園」をオープンした。

## 主な商品・ソフト
- 3Dパズル・各種パズル
- ジグソーパズル用額縁
- テレビゲームソフト
  - ランナバウト
  - フェーダ
  - アレサ
  - ソングマスター
  - 日灼けの想い出+姫くり など
- 携帯ゲームソフト
  - アレサ
  - ペンタドラゴン
  - うる星やつら など
- トレーディングカードゲーム
  - 妖怪伝
  - レイフィールド など
- カードスリーブ

## トラブル

### 「台湾島」表記問題
一部報道で、3Dジグソーパズル地球儀で「台湾」が「台湾島」表記になっていたことが明らかになった。それを受けて、やのまんは公式HP上で、ジグソーパズルの「台湾島」表記の部分のピースを「台湾」表記の部分のピースに無償で交換することを表明した。交換は希望者のみ。

### 鳳凰堂の許諾問題
世界遺産・平等院（京都府）の鳳凰堂の写真を使ったジグソーパズル「月夜に浮かぶ平等院（京都）」を許諾なしで製造・販売したとして、平等院がやのまんに対し販売停止と在庫破棄を求め、京都地裁に提訴（2019年3月29日付）。やのまんは朝日新聞の取材で「すべて争う」とした。
翌2020年10月12日、京都地裁にて和解が成立。裁判所が平等院の主張を否定し、やのまんに違法行為がないことを文書で認め、平等院側が当該製品の在庫破棄の費用を負担、やのまんは今後平等院の同意なしに平等院の写真を使った製品を販売しない事を条件として合意に至った。

## その他
- 1980年ごろに、遺跡の発掘物の復元作業を疑似体験させるためのキットとして、素焼きした埴輪をバラバラにした商品を販売していた[4]。